# Simona Karochová
Simona Karochová (* 1988 Praha) je česká reprezentantka v orientačním běhu a lyžařském orientačním běhu. Mezi její největší úspěchy na mezinárodní scéně patří bronzová medaile ve štafetě na lyžařském WOC v Rusku a 5. místo ve štafetě na běžeckém JWOC v australském Dubbo 2007. V současnosti běhá za český klub Kotlářka Praha a za švédský klub Hagabz GOIF startuje ve skandinávii.

## Sportovní kariéra

### Umístění na MS
| Přehled úspěchů na Mistrovství světa juniorů | Přehled úspěchů na Mistrovství světa juniorů | Přehled úspěchů na Mistrovství světa juniorů | Přehled úspěchů na Mistrovství světa juniorů | Přehled úspěchů na Mistrovství světa juniorů |
| Mistrovství světa juniorů                    | Sprint                                       | Middle                                       | Long                                         | Štafety                                      |
| -------------------------------------------- | -------------------------------------------- | -------------------------------------------- | -------------------------------------------- | -------------------------------------------- |
| Göteborg 2008                                | 25. místo                                    | 23. místo                                    | 19. místo                                    | X                                            |
| Dubbo 2007                                   | 54. místo                                    | 6. místo                                     | 7. místo                                     | 5. místo                                     |
| Druskininkai 2006                            | 64. místo                                    | X                                            | 34. místo                                    | 8. místo                                     |
| Tenero 2005                                  | X                                            | 23. místo                                    | 24. místo                                    | X                                            |

### Umístění na MČR
| Umístění na Mistrovství České republiky v orientačním běhu | Umístění na Mistrovství České republiky v orientačním běhu | Umístění na Mistrovství České republiky v orientačním běhu | Umístění na Mistrovství České republiky v orientačním běhu | Umístění na Mistrovství České republiky v orientačním běhu | Umístění na Mistrovství České republiky v orientačním běhu | Umístění na Mistrovství České republiky v orientačním běhu | Umístění na Mistrovství České republiky v orientačním běhu | Umístění na Mistrovství České republiky v orientačním běhu | Umístění na Mistrovství České republiky v orientačním běhu | Umístění na Mistrovství České republiky v orientačním běhu | Umístění na Mistrovství České republiky v orientačním běhu |
| Ročník                                                     | Kategorie                                                  | Klasická                                                   | Krátká                                                     | Sprint                                                     | Dlouhá                                                     | Noční                                                      | Ranking                                                    | Členství v klubu                                           | Štafety                                                    | Kluby                                                      | Sprint. štafety                                            |
| ---------------------------------------------------------- | ---------------------------------------------------------- | ---------------------------------------------------------- | ---------------------------------------------------------- | ---------------------------------------------------------- | ---------------------------------------------------------- | ---------------------------------------------------------- | ---------------------------------------------------------- | ---------------------------------------------------------- | ---------------------------------------------------------- | ---------------------------------------------------------- | ---------------------------------------------------------- |
| MČR 2001                                                   | D18 – starší dorostenky                                    |                                                            |                                                            |                                                            |                                                            |                                                            |                                                            | Oddíl OB Kotlářka                                          | 3. místo                                                   | 15. místo                                                  |                                                            |
| MČR 2002                                                   | D16 – mladší dorostenky                                    | 9. místo                                                   | 13. místo                                                  |                                                            |                                                            |                                                            |                                                            | Oddíl OB Kotlářka                                          |                                                            |                                                            |                                                            |
| MČR 2002                                                   | D18 – starší dorostenky                                    |                                                            |                                                            |                                                            |                                                            |                                                            |                                                            | Oddíl OB Kotlářka                                          | 3. místo                                                   | 13. místo                                                  |                                                            |
| MČR 2003                                                   | D16 – mladší dorostenky                                    | 12. místo                                                  | 37. místo                                                  | 11. místo                                                  |                                                            | 1. místo                                                   | 646. místo                                                 | Oddíl OB Kotlářka                                          |                                                            |                                                            |                                                            |
| MČR 2003                                                   | D18 – starší dorostenky                                    |                                                            |                                                            |                                                            |                                                            |                                                            |                                                            | Oddíl OB Kotlářka                                          | 6. místo                                                   | disk                                                       |                                                            |
| MČR 2004                                                   | D16 – mladší dorostenky                                    | 4. místo                                                   | 1. místo                                                   | 3. místo                                                   |                                                            | 2. místo                                                   | 320. místo                                                 | Oddíl OB Kotlářka                                          |                                                            |                                                            |                                                            |
| MČR 2004                                                   | D18 – starší dorostenky                                    |                                                            |                                                            |                                                            | 2. místo                                                   |                                                            |                                                            | Oddíl OB Kotlářka                                          | 1. místo                                                   | 4. místo                                                   |                                                            |
| MČR 2005                                                   | D18 – starší dorostenky                                    | 3. místo                                                   | 11. místo                                                  | 2. místo                                                   | 4. místo                                                   | 1. místo                                                   | 289. místo                                                 | Oddíl OB Kotlářka                                          | 2. místo                                                   | 8. místo                                                   |                                                            |
| MČR 2006                                                   | D18 – starší dorostenky                                    | 6. místo                                                   | 8. místo                                                   | 3. místo                                                   |                                                            | 1. místo                                                   | 117. místo                                                 | Oddíl OB Kotlářka                                          | 2. místo                                                   |                                                            |                                                            |
| MČR 2006                                                   | D21 – ženy                                                 |                                                            |                                                            |                                                            |                                                            |                                                            |                                                            | Oddíl OB Kotlářka                                          |                                                            | 4. místo                                                   |                                                            |
| MČR 2007                                                   | D20 – juniorky                                             | 1. místo                                                   | 2. místo                                                   | 2. místo                                                   | 1. místo                                                   | 2. místo                                                   | 18. místo                                                  | Oddíl OB Kotlářka                                          |                                                            |                                                            |                                                            |
| MČR 2007                                                   | D21 – ženy                                                 |                                                            |                                                            |                                                            |                                                            |                                                            |                                                            | Oddíl OB Kotlářka                                          | 2. místo                                                   | 4. místo                                                   |                                                            |
| MČR 2008                                                   | D20 – juniorky                                             | 1. místo                                                   | 1. místo                                                   |                                                            | 2. místo                                                   |                                                            | 14. místo                                                  | Oddíl OB Kotlářka                                          |                                                            |                                                            |                                                            |
| MČR 2008                                                   | D21 – ženy                                                 |                                                            |                                                            |                                                            |                                                            |                                                            |                                                            | Oddíl OB Kotlářka                                          | 4. místo                                                   | 8. místo                                                   |                                                            |
| MČR 2009                                                   | D21 – ženy                                                 | 11. místo                                                  | 20. místo                                                  | 12. místo                                                  | 4. místo                                                   | 6. místo                                                   | 8. místo                                                   | Oddíl OB Kotlářka                                          | 1. místo                                                   | 8. místo                                                   |                                                            |
| MČR 2010                                                   | D21 – ženy                                                 | 22. místo                                                  | 15. místo                                                  | 15. místo                                                  | 5. místo                                                   |                                                            | 18. místo                                                  | Oddíl OB Kotlářka                                          | 14. místo                                                  | 7. místo                                                   |                                                            |
| MČR 2011                                                   | D21 – ženy                                                 |                                                            | 12. místo                                                  |                                                            |                                                            |                                                            | 26. místo                                                  | Oddíl OB Kotlářka                                          |                                                            |                                                            |                                                            |
| MČR 2012                                                   | D21 – ženy                                                 | 15. místo                                                  | 27. místo                                                  | 14. místo                                                  | 6. místo                                                   | 21. místo                                                  | Oddíl OB Kotlářka                                          | 4. místo                                                   | 12. místo                                                  |                                                            |                                                            |
| MČR 2013                                                   | D21 – ženy                                                 | 29. místo                                                  |                                                            | 31. místo                                                  |                                                            | 24. místo                                                  | Oddíl OB Kotlářka                                          | 7. místo                                                   | 15. místo                                                  |                                                            |                                                            |
| MČR 2014                                                   | D21 – ženy                                                 | 43. místo                                                  | 16. místo                                                  | 19. místo                                                  |                                                            | 35. místo                                                  | Oddíl OB Kotlářka                                          | 11. místo                                                  | 16. místo                                                  |                                                            |                                                            |
| MČR 2015                                                   | D21 – ženy                                                 |                                                            | 14. místo                                                  |                                                            |                                                            | 130. místo                                                 | Oddíl OB Kotlářka                                          | 16. místo                                                  | 22. místo                                                  |                                                            |                                                            |
| MČR 2016                                                   | D21 – ženy                                                 |                                                            |                                                            |                                                            |                                                            | 379. místo                                                 | Oddíl OB Kotlářka                                          | 10. místo                                                  | 20. místo                                                  |                                                            |                                                            |
| MČR 2017                                                   | D21 – ženy                                                 |                                                            |                                                            |                                                            |                                                            | 76. místo                                                  | Oddíl OB Kotlářka                                          | 18. místo                                                  | 27. místo                                                  |                                                            |                                                            |
| MČR 2018                                                   | D21 – ženy                                                 |                                                            |                                                            |                                                            |                                                            | 47. místo                                                  | Oddíl OB Kotlářka                                          |                                                            | 35. místo                                                  |                                                            |                                                            |
| MČR 2019                                                   | D21 – ženy                                                 | 47. místo                                                  |                                                            |                                                            |                                                            | 89. místo                                                  | Oddíl OB Kotlářka                                          | 22. místo                                                  | 26. místo                                                  |                                                            |                                                            |
| MČR 2020                                                   | D21 – ženy                                                 |                                                            |                                                            |                                                            |                                                            | 91. místo                                                  | Oddíl OB Kotlářka                                          |                                                            |                                                            |                                                            |                                                            |